# فیل وارنر
فیل وارنر (انگلیسی: Phil Warner؛ زادهٔ ۲ فوریهٔ ۱۹۷۹) یک بازیکن فوتبال اهل بریتانیا است.
از باشگاه‌هایی که در آن بازی کرده‌است می‌توان به باشگاه فوتبال توتون، باشگاه فوتبال کمبریج یونایتد، باشگاه فوتبال آلدرشات تاون، باشگاه فوتبال برنتفورد، باشگاه فوتبال ساوت‌همپتون، باشگاه فوتبال ایستلی، باشگاه فوتبال ایست‌بورن بورو و باشگاه فوتبال هاوانت و واترلوویل اشاره کرد.